# Pelourinho de Mirandela
O Pelourinho de Mirandela, do qual não restam vestígios, localizava-se na freguesia de Mirandela, município de Mirandela, distrito de Bragança, em Portugal.
Este pelourinho encontra-se classificado como Imóvel de Interesse Público desde 1933.

## Cronologia
Cronologia conforme consta na base de dados do SIPA:
- Séc. 16 - provável construção;
- 1692 - usado para se fixar alvará régio;
- 1750 - o pelourinho foi coberto de negro pela morte de D. João V;
- 1808 - as armas reais terão sido picadas conforme ordem emanada na Primeira invasão francesa de Portugal;
- 1868, 6 Maio - o pelourinho foi apeado segundo ordem camarária;
- 1900 - os seus restos foram desenhados pelo Provedor régio da Comarca de Mogadouro, de nome António Júlio do Vale e Sousa.